# Crossing-over

Překřížení chromozomů a dopad překřížení na posloupnosti nukleových bází

Crossing-over je proces, během kterého si dva homologní chromozomy spárované v profázi I meiózy vymění část své DNA. Výsledkem správně provedeného crossing-overu je výměna části alel mezi chromozomy – tj. narušení vazby genů. Důsledkem je značné zvýšení variability potomstva.

## Význam
Crossing over je vedle mutací a nahodilého rozchodu chromozomů do gamet, jedním z hlavních zdrojů genetické variability. Nevytváří sice nové alely, ale umožňuje vytváření nových kombinací již existujících alel genů lokalizovaných na stejném chromozomu (viz vazba genů, resp genová vazebná skupina).

## Průběh
V profázi I se k sobě homologní chromozomy (chromozomy obsahující tytéž geny) přiblíží, až se díky synaptonemálnímu komplexu spojí v oblasti centromer v jeden útvar, tzv. bivalent. U bivalentů dochází k překřížení, zlomům, rozpojením a znovuspojení chromatid, výsledkem čehož může být výměna úseků chromatid mezi sesterskými i nesesterskými chromatidami. Po rozpadu synapt. komplexu od sebe chromozomy poodstoupí. Sesterské chromatidy jsou navzájem spojeny v centromerách (tvoří jeden chromozom), nesesterské, jež se překřížily, jsou spojeny v „chiazmatech“ (0 až 2 na jeden crossing over), která zaniknou. Poté se dokončí redukční dělení.
Výsledkem správně provedeného crossing-overu je výměna odpovídajících úseků chromatid a tudíž prohození alel na těchto úsecích lokalizovaných genů mezi chromatidami homologních chromozomů: tj. narušení vazby genů a vznik nové kombinace alel na jednom chromozomu, což zvyšuje variabilitu potomstva.
V případě nesprávně provedeného crossing overu (vymění se odlišné úseky chromatid), vzniká mutace, jejíž nebezpečnost se liší případ od případu. Zpravidla jde o mutaci chromozomovou, pokud však díky crossing-overu jeden z chromozomů ztratí centromeru, může celý defekt ve výsledku vyústit až v genomovou mutaci v dceřiných buňkách.

## Vícenásobný crossing-over
Rozlišujeme jednoduchý crossing-over (vzniká na základě jednoho překřížení a chromatidy si při něm prohodí konce) a vícenásobný crossing-over, ke kterému dochází při několikanásobném překřížení a prohozeny jsou (i) úseky „uvnitř“ chromatid (běžně se uvažuje dvojitý crossing-over, někdy se bere v úvahu i trojitý crossing-over). Dvojitý (a případně další vícenásobné) crossing-overy narušují výpočty určující sílu vazby a vzdálenost genů na chromozomu (veličiny založené na pravděpodobnosti překřížení a následného crossing-overu mezi nimi), proto se k jejich odfiltrování používá tříbodový test.

## Výskyt
Crossing-over probíhá u člověka během jednoho meiotického dělení asi 30–40krát, tedy obvykle jednou či dvakrát na jeden chromozom.

Crossing-over neprobíhá vždy a všude. U člověka například nemůže (již z logiky věci) probíhat mezi nehomologními částmi pohlavních chromozomů, u některých další druhů (či u některých pohlaví některých druhů) může být možnost crossing-overu zcela zablokována u všech chromozomů.